# Trachycephalus
Trachycephalus is een geslacht van kikkers uit de familie boomkikkers (Hylidae). De groep werd voor het eerst wetenschappelijk beschreven door Johann Jakob von Tschudi in 1838. Later werd de wetenschappelijke naam Phrynohyas gebruikt.
Er zijn zeventien soorten, inclusief de pas in 2013 beschreven Trachycephalus cunauaru en Trachycephalus helioi. Alle soorten komen voor in zuidelijk Noord-Amerika en in Midden- en Zuid-Amerika; van Mexico tot Argentinië en Brazilië.

## Soorten
Geslacht Trachycephalus
- Soort Trachycephalus atlas
- Soort Trachycephalus coriaceus
- Soort Trachycephalus cunauaru
- Soort Trachycephalus dibernardoi
- Soort Trachycephalus hadroceps
- Soort Trachycephalus helioi
- Soort Trachycephalus imitatrix
- Soort Trachycephalus jordani
- Soort Trachycephalus lepidus
- Soort Trachycephalus macrotis
- Soort Trachycephalus mambaiensis
- Soort Trachycephalus mesophaeus
- Soort Trachycephalus nigromaculatus
- Soort Trachycephalus quadrangulum
- Soort Trachycephalus resinifictrix
- Soort Trachycephalus spilomma

Aparasphenodon · 
Argenteohyla · 
Corythomantis · 
Dryaderces · 
Itapotihyla · 
Nyctimantis · 
Osteocephalus · 
Osteopilus · 
Phyllodytes · 
Phytotriades · 
Tepuihyla · 
Trachycephalus